# TECH GIAN
『TECH GIAN』（テックジャイアン）は、2021年までKADOKAWAより発行されていた美少女ゲームDVD-ROMマガジンである。

## 歴史
1995年10月ごろに、アスキー（後のアスキー・メディアワークス、現KADOKAWA）のCD-ROMマガジン『TECH Win』のアダルトゲーム版としてアスペクトより創刊された。その後、エンターブレインより刊行となる。
表紙は創刊号（1995年）をうたたねひろゆき、2号（1996年春）を相沢早苗が担当した後、3号（1996年夏）から2019年7月号までの間はにしき義統が担当した。2005年2月号で通巻100号を達成し、秋葉原で1日限定の記念イベントが開かれた。
2011年7月、本誌の連載漫画『魔乳秘剣帖』がテレビアニメ化された。
2013年4月、4月20日発売の6月号で通算200号をむかえた。
2013年5月、アキバエンタプラスのイベント内で、200号を記念して「まちょ羽田野のチャレンジ200!」が行われた。これは、編集部員のまちょ羽田野が200に関するチャレンジを行うもので、ロングブレスダイエット200回に挑戦など27個のチャレンジを行ったが、そのほとんどが失敗した。
2013年9月、9月20日発売の10月号をもって（発行元での）エンターブレインとしての販売が終了し、11月号からKADOKAWAからの発行となる。
2013年9月21日よりTECH GIANとの連携によるR18カテゴリーのオンラインゲーム、美少女ゲームなどに関する情報を発信していくウェブメディア「TG Smart」を公開する。
2014年6月号よりグッズ化企画「TG Goods Project」が始動する。グッズ化された商品は、KADOKAWAが運営するオンラインショッピングサイト「ebten」で販売されている。
2021年6月12日、同年9月号をもって休刊することが発表された。ビジネスジャーナルは「実売部数は1万部を切り、かなり落ち込んでいましたからね。昨年くらいから原稿料を極限までカットするなどして糊口をしのいでいたようですが限界が来たのではないでしょうか」という関係者のコメントと共にこれを報じた。
2021年7月20日、最終号となる2021年9月号が発売され、およそ25年に渡る歴史に幕を下ろした。

## 特徴
付録のDVDにはアダルトゲームの旧作が丸ごと収録されている。『TECH Win』と同じくCD-ROMやDVD-ROMによる専用体験版（TG-バージョンと呼ばれる）が付随したり、オープニングムービーやオリジナルゲームなどが収録されていた。
アダルトアニメやアダルトコミック・同人誌やフィギュアの新作情報を公開したり、初期は風俗やコスプレイベントの情報コンテンツもあった。
1990年代は毎年春頃に研修旅行があり、沖縄などへ行き読者コーナーで様子が報告された。
2001年の時点で、公称20万部を刷り上げたとされている。
雑誌の寸法規格はA4変形に該当する。『この美少女ゲームで萌えろ！』（洋泉社、2003年発行）に収録された美少女ゲーム誌の紹介記事では、雑誌『電撃姫』に次ぐ情報量と評価されており、「業界の巨人」とも言い表されている。一方、扇情的な内容を比較的含まない点や雑誌の価格設定に関しては難色を示されている。書籍『美少女ゲームマニアックス2』（キルタイムコミュニケーション、2001年発行）に掲載された美少女ゲーム雑誌のクロスレビューでも、ゲーム誌編集者のKiyokazuが本誌のCD-ROMやデータベース記事の内容が充実していると評しながらも、誌面のほとんどで過激度が抑えられてしまっている点をやや悲嘆している。
本誌の表紙ロゴ付近や連載漫画『TG天使ジャイ子ちゃん』に登場しているマスコットキャラクター「ジャイ子」は、漫画『ぱにぽに』の登場人物の「二階堂光」と同一人物である。放課後にTG編集部でアルバイトしている、という設定。

## 連載
- 魔乳秘剣帖（山田秀樹）　2005年9月号 - 2012年1月号
- あお☆てん! Newスーパーリアル麻雀（原作：ヤマモト南北、絵：P-ALPHA）　2010年12月号 - 2013年2月号
- シュヴァルツェスマーケン（原作：吉宗鋼紀、文：内田弘樹、イラスト：CARNELIAN）　2011年1月号 - 2014年5月号